# Aparat Kippa

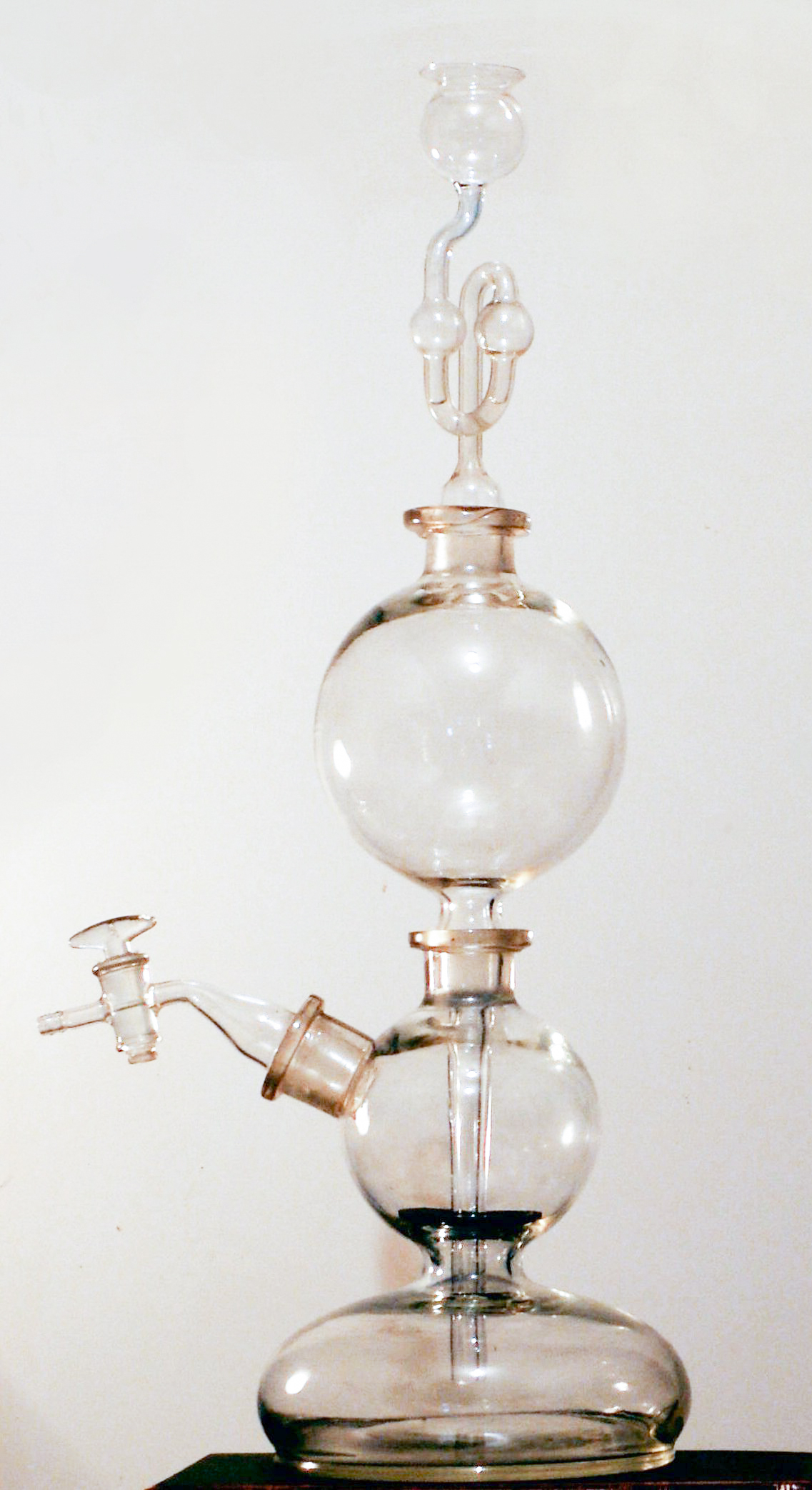
Aparat Kippa

Aparat Kippa – szklane urządzenie laboratoryjne stosowane przy otrzymywaniu gazów w wyniku reakcji ciała stałego z cieczą. Wynalazek Petrusa Kippa, holenderskiego aptekarza.
Poszczególne elementy urządzenia połączone są ze sobą na złącza szlifowe gwarantujące szczelność. Spotyka się też aparaty Kippa produkowane z tworzywa sztucznego.
Bardziej nowoczesnym i bezpieczniejszym sposobem generowania gazów jest korzystanie ze specjalnych, automatycznych generatorów gazów.  Gdy dany gaz potrzebny jest w niewielkich ilościach i sporadycznie, czasami korzysta się z aparatu Kippa, który można sporządzić z dostępnego w laboratorium sprzętu szklanego.

## Przykłady reakcji wytwarzania gazów w aparacie Kippa
- Wodór w reakcji granulek cynku z kwasem solnym
- Dwutlenek węgla w reakcji kawałków marmuru (węglanu wapnia) z kwasem solnym
- Siarkowodór z siarczku żelaza i kwasu solnego
- Acetylen z karbidu i wody
- Chlor z nadmanganianu potasu lub dwutlenku manganu i kwasu solnego